# Daniel Guérin
Daniel Guérin, född 19 maj 1904 i Paris, död 14 april 1988 i Suresnes, var en fransk anarkist och författare. Han har skrivit ett flertal politiska böcker, varav den mest kända är Anarkismen: från lära till handling (1965). 
Guérin deltog i spanska inbördeskriget på republikens sida. Han försvarade även den fria kärleken och homosexualitet.